# Nürnberg Rangierbahnhof
Nürnberg Rangierbahnhof (offiziell: Nürnberg Rbf) ist ein einseitiger Gefällebahnhof. Er zählt zu den weltweit größten und leistungsfähigsten Rangierbahnhöfen dieser Bauart. Dafür wurden sowohl in der rangiertechnischen Ausstattung als auch in der Betriebsweise Sonderlösungen speziell für Nürnberg entwickelt oder adaptiert.

## Lage

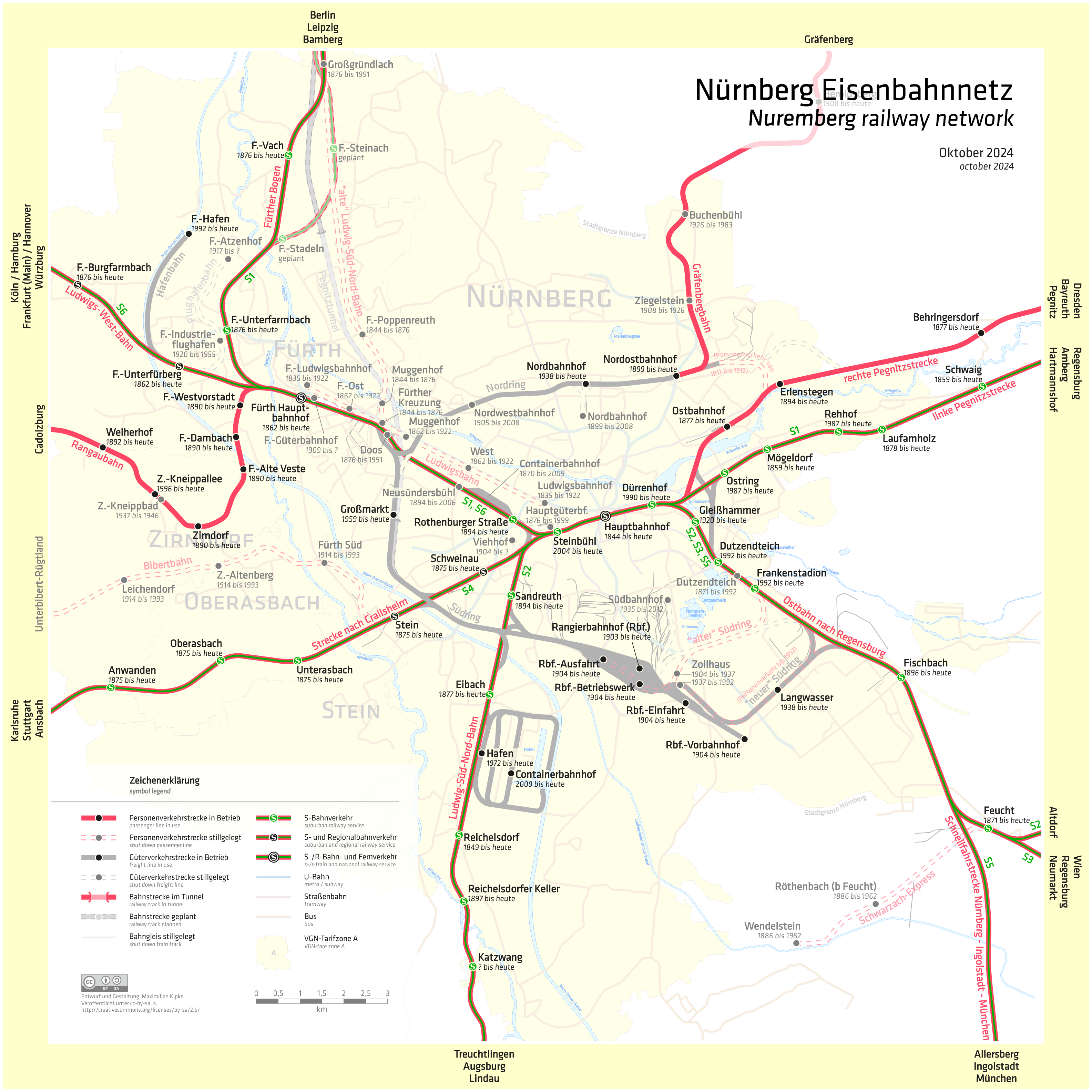
Der Rangierbahnhof Nürnberg (rechts unterhalb der Mitte) im Bahnknoten Nürnberg

Der Rangierbahnhof liegt im Süden der Stadt Nürnberg und bildet im Statistischen Stadtteil 4 (Südliche Außenstadt) einen Stadtteil zwischen den Stadtteilen Hasenbuck im Nordwesten, Rangierbahnhof-Siedlung im Osten und Gartenstadt im Süden.
Über eine Länge von 5,2 Kilometern und einer größten Breite von 2,5 Kilometern beträgt der Höhenunterschied zwischen Einfahr- und Ausfahrgruppe 24 Meter.
Seit dem Bau der Ludwig-Süd-Nord-Bahn entwickelte sich Nürnberg zu einem wichtigen Eisenbahnknoten. Seit 1877 verlaufen folgende Strecken sternförmig in alle Himmelsrichtungen:
- Nürnberg–Fürth–Erlangen–Bamberg
- Nürnberg–Schnabelwaid–Bayreuth
- Nürnberg–Amberg–Irrenlohe
- Nürnberg–Neumarkt–Regensburg
- Treuchtlingen–Nürnberg
- Nürnberg–Ansbach–Crailsheim
- Fürth–Würzburg

## Geschichte
Die umzuschlagenden Gütermengen stiegen am Ende des 19. Jahrhunderts rasant an: Wurden 1860 noch etwa 250.000 Tonnen umgeschlagen, so waren es im Jahr 1900 schon 1,85 Millionen Tonnen.
Anfangs wurde der gesamte Güter- und Personenverkehr im 1847 eröffneten „Centralbahnhof“ (heute Nürnberg Hbf) abgewickelt. Dieser erreichte schon bald die Grenze seiner Leistungsfähigkeit. Deswegen musste zwischen 1867 und 1876 der damals „neue“ Güterbahnhof an den Kohlenhof im Stadtteil Gostenhof verlegt werden. Aber schon 1892 hatte der Nürnberger Oberbürgermeister Georg von Schuh in einer Landtagsrede festgestellt: „Daß die Verhältnisse des Bahnhofs in Nürnberg, und zwar hinsichtlich des Personen- wie auch des Güterverkehrs, sehr mißliche, ja auf Dauer unhaltbare sind, wird wohl von niemanden mehr bestritten.“ Noch im gleichen Jahr legte die bayerische Staatsbahnverwaltung ein umfassendes Konzept zur Neuplanung des Rangierbahnhofs vor. Für die Realisierung des Vorhabens wurden 5,048 Millionen Mark genehmigt. Die Kernpunkte der Planung umfassten:
- Neubau des Hauptbahnhofs (erfolgte zwischen 1900 und 1906),
- Neubau des Rangierbahnhofs im Gebiet des Lorenzer Reichswaldes mit einer benötigten Fläche von ungefähr 340 Hektar,
- eine Verbindungsbahn von Fürth über den Rangierbahnhof nach Nürnberg-Dutzendteich.

Durch diese Maßnahmen konnte der Personen- und Güterverkehr strikt getrennt werden. Die Verlagerung des Güterverkehrs aus der Stadt war derart dringlich, dass 1898 ein Rangierprovisorium angelegt wurde. Wichtigste Voraussetzung zum Betrieb war die von der damaligen Generaldirektion so bezeichnete „Verbindungsbahn Fürth – Nürnberg-Dutzendteich“. 1899/1900 waren alle sieben von Nürnberg ausgehenden Strecken an den Rangierbahnhof angeschlossen.
Für die Standortentscheidung außerhalb der Grenzen des damaligen Nürnbergs sprachen:
- Die günstige topographische Lage, sechs der sieben Strecken verlaufen südlich der Pegnitz.
- Es musste kein Privatgrund aufgekauft werden, der Reichswald befand sich in staatlichem Besitz.
- Die wichtigsten Industriebetriebe befanden sich in der Nürnberger Südstadt.

Andererseits musste wegen der abseitigen Lage für die Beschäftigten eine komplette Siedlungsinfrastruktur, die Rangierbahnhof-Siedlung, geschaffen werden. Die Entfernung zwischen dem bisherigen Bahnhof am Kohlenhof und dem neuen beträgt eine gute Wegstunde (Luftlinie ca. 4 km). Schon im Gesetzestext wurde gefordert, für mindestens ein Drittel der Beschäftigten betriebsnahe Wohnmöglichkeiten zu schaffen. Die Staatsbahnverwaltung hat die Gebäude in dem Geländestreifen zwischen den Zu- und Abfahrgleisen des Einfahrtsbahnhofes errichtet, da dieser Streifen betrieblich nicht zu nutzen war.
Für einen Gefällebahnhof sprachen die zur Zeit des Baues des Bahnhofes verwendeten Gleitlager an den Wagen, das Gefälle sollte ein leichteres Laufen der Wagen ermöglichen. Durch die zunehmend eingeführten Rollenlager mit geringerem Rollwiderstand waren zusätzliche Einrichtungen zum Abbremsen der Wagen erforderlich.

### Bau und Inbetriebnahme

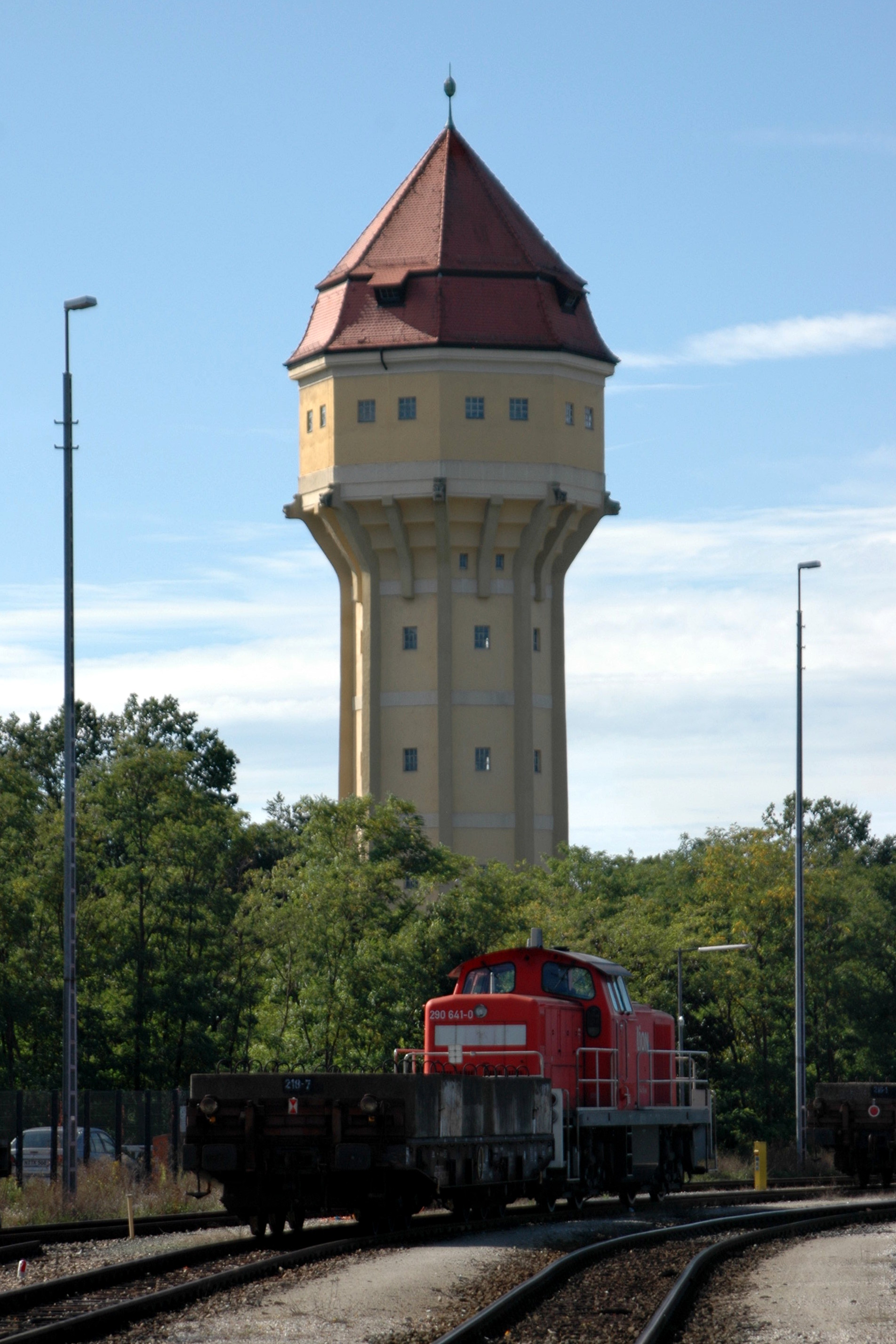
Wasserturm

Der Rangierbahnhof wurde 1897/1898 als Gefällebahnhof nach den Vorbildern Edge Hill bei Liverpool und Dresden-Friedrichstadt geplant. Dazu musste zwischen den Einfahrgleisen im Südosten und den Ausfahrgleisen im Nordwesten eine schiefe Ebene von enormen Ausmaßen angelegt werden. Die Züge fahren aus Westen und Osten in den Einfahrbahnhof. Es können zwei Züge gleichzeitig abgefertigt werden („Doppelablauf“), weswegen die Richtungsgleise in zwei Bündeln angelegt wurden. Anschließend folgen die Stationsgruppen und der Ausfahrbahnhof. Nordöstlich der von den Anwohnern „Ablaufkopf“ genannten Einfahrgeleisen entstand Mitte der 1920er Jahre eine umfangreiche Eisenbahnersiedlung mit dem kleinen Bahnhof Nürnberg-Zollhaus. Die Einfahrgeleise überquerten zuvor noch die Gleisanlagen der Nürnberger Ringbahn.
Zur Eröffnung bestand der Einfahrbahnhof aus sechs Einfahrgleisen, zwei Umfahrgleisen und einem Ausziehgleis. Die südliche Richtungsgruppe umfasste 19 Gleise, die nördliche Richtungsgruppe bestand aus 22 Gleisen. Dazu kam ein Schleppgleis. Die beiden anschließenden Stationsgruppen („Harfen“) verfügten über je elf Gleise, ebenso der Ausfahrbahnhof. Zehn Gleise wurden als Abstellgruppe für zeitweise überflüssige Wagen benutzt.
An weiteren Betriebseinrichtungen wurden auf der südlichen Seite errichtet:
- ein Betriebswerk mit Stellplätzen und zwei Drehscheiben,
- eine Werkstätte zur Reparatur von sechs Lokomotiven und 16 Wagen in zwei Hallen,
- ein eigenes Elektrizitätswerk,
- ein eigener Tiefbrunnen mit Wasserturm.

Um rund um die Uhr arbeiten zu können, wurden die Signal- und Weichenanlagen elektrisch betrieben. Der Rangierbahnhof war also schon zu Beginn auf dem modernsten Stand. Als eines der wenigen nach außen sichtbaren Bauwerke kann der Wasserturm als Wahrzeichen des Rangierbahnhofs gelten.
Die reinen Baukosten beliefen sich auf 12 Millionen Mark, zusammen mit den Zufahrtslinien betrugen sie 21 Millionen Mark. Es mussten, vor allem wegen der anzulegenden schiefen Ebene, über 1,5 Millionen Kubikmeter Erde bewegt werden. Am 3. August 1903 wurde der Rangierbahnhof unter der technischen Leitung von Georg Hennch in Betrieb genommen.
Von Anfang an bestand eine Umladestelle für Stückgut mit acht Stumpfgleisen. Der bisherige Rangierbahnhof am Kohlenhof wurde für die lokale Güterabfertigung weiterbenutzt. Ebenso wurden zahlreiche Industriebetriebe im Süden Nürnbergs an das Eisenbahnnetz angeschlossen, dafür standen anfangs fünf Sammelgleise zur Verfügung. 1909 bestanden auf der nördlichen Seite Anschlussgleise für folgende Betriebe und Einrichtungen (von Ost nach West):
- Desinfektionsanlage,
- nördliche Gleisanschlüsse und Stückgut-Umladung,
- Schienen- und Materiallager,
- Siemens-Schuckertwerke,
- Maschinenfabrik Augsburg-Nürnberg (MAN),
- östliches Industriegleis (u. a. Richters Dampfsäge),
- Terrainaktiengesellschaft,
- westliches Industriegleis,
- Anlände am Ludwig-Donau-Main-Kanal,
- Viehhof und zum städtischen Gaswerk in Sandreuth.

### 1930er bis 1970er Jahre
Im Gigantismus der 1930er Jahre kamen erste Pläne auf, den Rangierbahnhof durch einen Neubau als Flachbahnhof in dem Gebiet des Hembaches zwischen Sperberslohe und Furth zu verlagern. Dort war der riesige Betriebs- und Rangierbahnhof geplant, der auch an die geplante sogenannte Breitspurbahn hätte anschließen sollen. Dieses Projekt kam allerdings bis zum Ende des Zweiten Weltkrieges nicht über die Planungsphase sowie die erforderlichen geodätischen Trassenvermessungen hinaus und der Rangierbahnhof blieb kriegswichtig. Im Krieg wurde das Gebiet mehrfach bombardiert; noch heute werden etliche Blindgänger auf dem Gelände vermutet.
In den 1970er Jahren wurden die Rangierbahnhof-Neubaupläne in Normalspur nochmals aufgegriffen, um den in die Jahre gekommenen Güterbahnhof in der Nürnberger Südstadt zu ersetzen. Die Deutsche Bundesbahn plante im Forst Kessel und Forst Hebenbach zwischen Sperberslohe und Furth den Neubau. Der hiermit verbundene enorme Flächenverbrauch, das gestiegene Umweltbewusstsein und massive Proteste aus der Bevölkerung verhinderten dieses Vorhaben jedoch. Die Modernisierung der Bestandsanlagen begann; das vorgesehene Ausweichgelände wurde zum Wasserschutzgebiet und 1985 als Bannwald ausgewiesen.

### Modernisierung 1983 bis 1988
Durch die „Rahmenplanung für Rangierbahnhöfe der Deutschen Bundesbahn“ konnte ein Umbau des Rangierbahnhofes in Angriff genommen werden. Das Projekt verfolgte drei Ziele: die Steigerung der Leistungsfähigkeit, die Erhöhung der Sicherheit und die Verbesserung der Wirtschaftlichkeit. Vom ersten Spatenstich am 16. Mai 1983 bis zum Abschluss der Bauarbeiten am 15. Juli 1988 erfolgte der Umbau unter dem rollenden Rad, d. h. ohne Unterbrechung des Rangierbetriebs. Nur über die Osterfeiertage 1987 musste der Bahnhof für vier Tage geschlossen werden, da die Zulaufbremsen des Ablaufberges ersetzt wurden. Obwohl die Zahl der Gleise im Vorbahnhof, im Einfahrbahnhof sowie in der Richtungsgruppe und den Harfen reduziert wurde, konnte durch die weitgehende Automatisierung die Kapazität erhöht werden.
Außerdem wurde der Rangierbetrieb sicherer und schneller. Insgesamt wurden durch den Umbau über 400 Arbeitsplätze eingespart. 1983 arbeiteten 1043 Beschäftigte (ohne Wagenmeister, Zugabfertigung, Lokführer etc.) im Rangierbahnhof, 1988 dagegen nur noch etwa 630. Auch dadurch haben sich die Baukosten von etwa 258 Millionen D-Mark innerhalb weniger Jahre amortisiert.
Der Umbau hatte allerdings auch eine Kapazitätsminderung zur Folge. Konnten vorher 5200 Wagen täglich abgefertigt werden, waren es hinterher nur noch 4700 Wagen.

### Ausblick
Voraussichtlich Ende 2031 soll ein Digitales Stellwerk für den Rangierbahnhof in Betrieb gehen.

## Besonderheiten
Sowohl die rangiertechnische Ausstattung als auch die Betriebsweise führten dazu, dass Sonderlösungen entwickelt oder adaptiert werden mussten, die zum großen Teil nur in Nürnberg zu finden sind. Die Vielzahl von Zusatzeinrichtungen und Gleisanschlüssen im Rangierbahnhof selbst, außerdem das hohe Verkehrsaufkommen durch die in unmittelbarer Nähe liegenden Güterbahnhöfe Fürth, Nürnberg Hauptgüterbahnhof und Hafen Nürnberg bedingen eine rangierbahnhofuntypische Vermengung mit Knotenbahnhof-Funktionen. Ein typischer Betriebsablauf besteht aus den Schritten:
1. Die Einfahrt der Züge wird vom Fahrdienstleiter im Stellwerk Einfahrgruppe gesteuert.
2. Im Gefälle der Einfahrgruppe werden die Wagen der zu zerlegenden Züge durch verfahr- und versenkbare Prellböcke gesichert. Der letzte Wagen ist innerhalb der Verfahrstrecke von 40 Metern zu positionieren.
3. Zum Abschluss der Eingangsbehandlung werden die Bremsen entlüftet und die Kupplungen entsprechend einer durch das Betriebsführungssystem errechneten Trennstellenliste lang gemacht. Ein Vorentkuppeln wie in Flachbahnhöfen ist wegen des Gefälles nicht möglich.
4. Das Anrücken und Abdrücken erfolgt funkferngesteuert und ist vom Freiziehen des Prellbocks bis zum Abdrückende selbsttätig. Nach der Entlastung senkt sich der Prellbock ab und die Abdrückeinheit rückt an, überwacht und gesteuert durch Gleisschaltmittel und Funkbefehle bis zum Berg.
5. Der Anrückvorgang geht am Ablaufberg bei eingeschalteter Ablaufautomatik fließend in den Abdrückvorgang über. Mit einer Holzstange werden die langgemachten Schraubenkupplungen getrennt.
6. Am Berg werden durch das Ablaufsteuersystem die Zerlegedaten mit einer Lichtschranke und Gleiskontakten auf Übereinstimmung mit der Achsenzahl überprüft. Der Ablauf in die Zielgleise wird durch Weichenstellung und Geschwindigkeitsregulierung mit hydraulischen Gleisbalkenbremsen gesteuert. Die Steuerung und Überwachung wird durch ein Elektrisches Ablaufstellwerk (EASTW) durchgeführt. Dabei überwacht der Ablaufsteuerrechner (ASR) mit Hilfe von Gleisschaltmitteln und Radargebern den Laufweg und das Laufverhalten und steuert die Außenanlage an. So können Einholungen oder Eckstöße im Weichenbereich durch Schutzreaktionen verhindert werden. Dabei variiert die Abdrückgeschwindigkeit.
7. Der Bergmeister schaltet die Automatik ein, überwacht den Abdrückvorgang und ändert gegebenenfalls Zerlegedaten.
8. Im Richtungsgleis werden die Schraubenkupplungen und Bremsleitungen durch einen Rangierarbeiter wieder verbunden und in den Gleisen 012 bis 048 und 064 bis 087 an die Bremsprobenanlage angeschlossen. In den genannten Gleisen findet die wagentechnische Untersuchung und Bremsprobe im Regelfall bereits in der Richtungsgruppe statt. Der Gleisabschluss wird durch versenkbare Prellböcke gebildet. Bei der Gleisräumung gleiten diese in seitliche Schutzkästen, der Wagenzug steht angebremst vor dem Prellbock. Nach erfolgter Gleisräumung fahren die Prellböcke selbsttätig nach oben und übernehmen wieder die Funktion eines Gleisabschlusses.
9. In der Ausfahrgruppe wird der Zug mit Aufdrückradvorlegern gesichert und an die Bremsprobeanlage angeschlossen, sofern die Bremsprobe noch nicht durchgeführt wurde. Der Wagenmeister führt die brems- und wagentechnische Ausgangsuntersuchung einschließlich der Reihungskontrolle durch, falls dies in der Richtungsgruppe nicht geschehen ist.
10. Nach Anfahrt der Zuglok und Übergabe der Beförderungspapiere wird erneut eine vereinfachte Bremsprobe durch einen Rangierarbeiter durchgeführt und die Aufdrückradvorleger entfernt. Danach ist der Zug fertig zur Abfahrt.

Zum Angleichen der unterschiedlichen Wagengeschwindigkeiten beim Einlauf in die Richtungsgleise dient eine Bremsstaffel aus 3 Bergbremsen, 10 Talbremsen und 68 Richtungsgleisbremsen. Der Steuerrechner regelt anhand der Ablaufdaten jedes Wagens die Berg- und Talbremsen so, dass nach dem Verlassen dieser Bremsgruppen die errechnete Soll-Auslaufgeschwindigkeit erreicht wird. In den Richtungsgleisen werden die ablaufenden Wagen von Dowty-Retardern selbsttätig auf einer Geschwindigkeit von maximal 1 m/s (3,6 km/h) gehalten. Im Rangierbahnhof sind davon etwa 55.000 Stück verbaut.

## Verkehrsbedeutung
Den Rangierbahnhof verließen 2003 werktäglich über 100 Züge zu über 40 Zielen. So wurden u. a. folgende Bahnhöfe bedient:
- 5 internationale Relationen: Woippy-Triage an der Bahnstrecke Metz–Luxemburg, Cheb, Linz Vbf, Wels Vbf, Wien Zvbf
- 4 Verbindungen im Nachtsprung: Maschen Rbf, Seelze Rbf, Hagen-Vorhalle und München-Nord Rbf
- 20 nationale Fernverbindungen
- 14 Zugbildungen im Nahbereich

Im Fahrplanjahr 2015 werden werktäglich etwa 80 Züge gebildet, davon 28 Züge zu den anderen acht großen Rangierbahnhöfen in Deutschland, 15 internationale Züge (Ziele: Cheb, Wien, Linz, Wels), bis zu 30 Züge zu Knotenbahnhöfen und Satelliten des eigenen Produktionszentrums sowie 8 Direktzüge zu Knotenbahnhöfen fremder Produktionszentren.

## Personenverkehr

### Rangierbahnhof Ausfahrt
| Daten        | Daten                           |
| ------------ | ------------------------------- |
| Abkürzung:   | NNR A                           |
| Eröffnung:   | 10. Juli 1904                   |
| Stilllegung: | 31. Mai 1992                    |
| Koordinaten: | 49° 24′ 56,2″ N, 11° 4′ 51,9″ O |

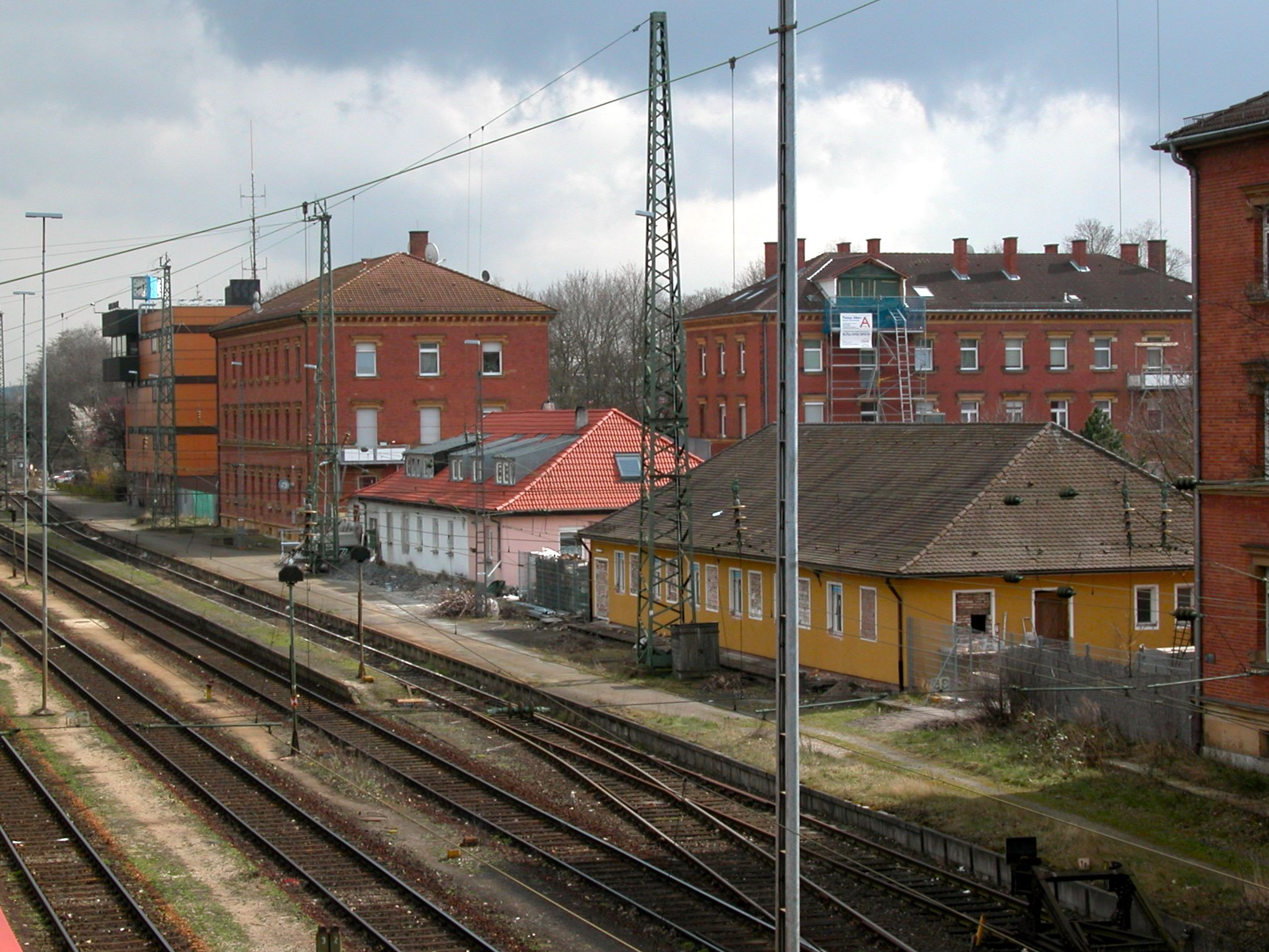
Der Bahnsteig des Personenhaltepunktes Nürnberg-Rangierbahnhof Ausfahrt

Der Haltepunkt Nürnberg-Rangierbahnhof Ausfahrt lag an der Ringbahn und wurde ebenso am 10. Juli 1904 von der Königlich Bayerischen Staatseisenbahnen mit Aufnahme des Personenverkehrs von Nürnberg Hauptbahnhof nach Nürnberg Rangierbahnhof eröffnet.
Die Personenzüge auf der Strecke Nürnberg Hauptbahnhof–Nürnberg Rangierbahnhof Ausfahrt durften bis zum Inkrafttreten des Verkehrsverbund Großraum Nürnberg am 27. September 1987 von normalen Fahrgästen benutzt werden. Danach diente der Haltepunkt noch bis 1992 dem Dienstpersonenverkehr.

### Rangierbahnhof Betriebswerk
| Daten        | Daten                           |
| ------------ | ------------------------------- |
| Abkürzung:   |                                 |
| Eröffnung:   | 10. Juli 1904                   |
| Stilllegung: | 31. Mai 1992                    |
| Koordinaten: | 49° 24′ 43,4″ N, 11° 5′ 37,1″ O |

Der Haltepunkt Nürnberg-Rangierbahnhof Betriebswerk lag an der Ringbahn und wurde am 10. Juli 1904 von der Königlich Bayerischen Staatseisenbahnen mit Aufnahme des Personenverkehrs von Nürnberg Hauptbahnhof nach Nürnberg Rangierbahnhof eröffnet. Nach Inkrafttreten des Verkehrsverbund Großraum Nürnberg am 27. September 1987 diente er bis 1992 nur noch dem Dienstpersonenverkehr.

## Bahnbetriebswerk Nürnberg Rbf
Dem Rangierbahnhof ist seit Bestehen 1903 ein Bahnbetriebswerk angegliedert, das seit der Bahnreform zum Güterverkehrsbereich (2016: „DB Cargo“) gehört.
Es verfügte über zwei Rundschuppen mit je einer Drehscheibe, wobei nach Aufgabe des Dampfbetriebes der westliche für Elektrolokomotiven, der östliche für Diesellokomotiven benutzt wurde. Am 19. September 2013 wurde ein Neubau mit neuer Werkstatthalle mit 15 Arbeitsständen, weiteren Werkstätten, Büros und eine Außenreinigungsanlage in Betrieb genommen. Die Kosten betrugen 24,4 Millionen Euro. Es ist 2013 die größte Werkstatt von DB Cargo. Für den Umbau wurde der östliche Rundschuppen abgerissen, und die Drehscheibe erneuert, die nun als westliche Zufahrt zur Werkstatt dient. Auf der Ostseite der Werkstatt wurde eine neue Drehscheibe gebaut, über die ebenfalls die Zufahrt erfolgt. Außer Lokomotiven werden auch Güterwagen in einer 1995 an Stelle der Bekohlungsanlage errichteten Werkstatthalle im Norden des Bw-Geländes unterhalten.
1914 waren 113 Lokomotiven im Betriebswerk stationiert. 1946 kamen mit der E 94 die ersten Elektrolokomotiven, 1959 mit der V 60 die ersten Diesellokomotiven. 2014 sind alle Lokomotiven der Baureihen 151, 152 und 189 in Nürnberg stationiert, außerdem Loks der Baureihen 232, 290/294, 335 und 362/363.